# Radioestrella
En astronomía, se llaman radioestrellas a aquellas estrellas que, por medio de descargas químicas y eléctricas, producen emisiones en distintas radiofrecuencias, bien de forma constante o en forma de pulsos.
Betelgeuse (α Orionis), λ Andromedae, π Aurigae y κ Draconis son ejemplos de radioestrellas.

## Estrellas de neutrones
Los pulsares, un tipo de estrella de neutrones, son ejemplos de radioestrellas. Los pulsares alimentados por rotación son, como su nombre indica, alimentados por la disminución de su rotación. La rotación alimenta un campo magnético, que genera las emisiones de radio. No todos los púlsares alimentados por rotación generan sus pulsos en el espectro de radio. Algunos de ellos, a partir de los púlsares de milisegundos, generan en cambio rayos X. Además de los púlsares de radio y los púlsares de rayos X, también hay púlsares de rayos gamma, que son en su mayoría magnetares. Algunos púlsares de radio también son púlsares ópticos.
Además de los púlsares, otro tipo de estrella de neutrones también se caracteriza por las emisiones de radio: el radiotransitorio giratorio (RRAT). Como sugiere el nombre, la emisión de radio es errática. 